# Koninginnedag 1979
Op Koninginnedag 1979 vierde koningin Juliana haar zeventigste verjaardag. Het was de laatste Koninginnedag die Juliana als koningin der Nederlanden meemaakte. Het was - met gemiddeld 9 graden Celsius - ook een van de koudste Koninginnedagen uit de geschiedenis.
De dag kende, voor wat betreft de koninklijke betrokkenheid, het traditionele verloop van een defilé op Paleis Soestdijk, dat rond half tien in de ochtend begon met het voorbijtrekken van garderegimenten van grenadiers, jagers en adelborsten. Aanwezig was de gehele koninklijke familie, onder wie prinses Christina die hoogzwanger was van haar zoon Nicolás die, ruim twee maanden later, op 6 juli geboren werd. Het rechtstreekse televisieverslag van de feestelijkheden werd gepresenteerd door Dick Passchier. Na afloop van het defilé wandelde de koninklijke familie door de voortuin van het paleis waar zich veel gezelschappen hadden opgesteld. Tot slot sprak de koningin vanaf het bordes van het paleis haar grote dankbaarheid uit voor alle blijken van waardering die zij vanwege haar verjaardag had ontvangen.
Op 31 januari van het daaropvolgende jaar kondigde koningin Juliana aan te zullen abdiceren op 30 april van dat jaar. Daarmee kwam een einde aan de koninginnedagdefilés die vanaf 1949 het aanzicht van de nationale feestdag hadden bepaald. Juliana's dochter koningin Beatrix bepaalde een jaar later wél dat 30 april de dag zou blijven waarop het feest zou worden gevierd. Op 31 mei 1980 vond ter ere van - toen - prinses Juliana nog een laatste defilé plaats bij paleis Soestdijk.